# Roque González de Santa Cruz

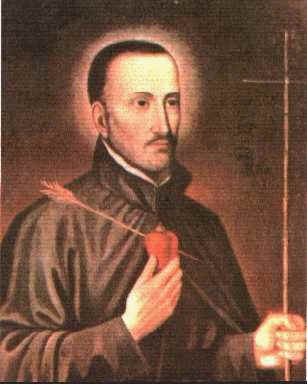
Roque González

Roque González de Santa Cruz, auch Rochus Gonzales, (* 1576 in Asunción, Paraguay; † 15. November 1628 in Caaró bei São Miguel das Missões, Brasilien) war ein Jesuit, Missionar und Märtyrer und wurde 1988 kanonisiert.

## Leben
Roque González de Santa Cruz stiftete mehrere Jesuitenreduktionen (z. B. San Ignacio Miní) sowie die Städte Posadas und Encarnación.
Zusammen mit seinem spanischen Ordensbruder Alonso Rodríguez S. J. wurde er am 15. November 1628 in Caaró (heute in der Provinz Corrientes in Argentinien) von dem Kaziken Ñezú ermordet. Am 17. November 1628 starb auch der spanische Jesuitenpater Juan de Castillo den Märtyrertod.

## Verehrung
Das Herz des heiligen Roque und der Speer, mit dem er getötet wurde, befinden sich heute in der Märtyrerkapelle in Asunción. Roque González de Santa Cruz wurde mit seinen Mitbrüdern Alonso Rodríguez und Juan de Castillo am 28. Januar 1934 seliggesprochen und am 16. Mai 1988 von Johannes Paul II. in Asunción kanonisiert. Sein Gedenktag ist der 16. November. Der heilige Roque ist der Patron der Stadt Posadas in Argentinien und der Hauptstadt Asunción von Paraguay. Er ist der erste Heilige von Paraguay.

## Erinnerung
Roque González ist auf der Vorderseite der Banknote über 100.000 PYG abgebildet. Nach ihm ist die Gemeinde Roque Gonzales im brasilianischen Bundesstaat Rio Grande do Sul benannt.